# Frontera entre Dinamarca i el Canadà
L'actual frontera entre Dinamarca i el Canadà és totalment marítima, situat als oceans Atlàntic i Àrtic, entre la província canadenca de Nunavut i Groenlàndia.
Inclou una petita disputa territorial des de la dècada del 1970 entre ambdós països: l'illa Hans. un illot deshabitat situat entre illa Ellesmere i el nord-oest de Groenlàndia i amb la que no van arribar a un acord en 1973. En 2005 Canadà i Dinamarca intentaren arribar a un acord, però no s'ha avançat des d'aleshores
En maig de 2018 ambdós governs van anunciar l'establiment d'un Grup de Treball conjunt en qüestions de frontera que proporcionarà recomanacions sobre les disputes frontereres per l'illa Hans, la frontera marítima al mar de Lincoln (illa Ellesmere) i la plataforma continental del Mar de Labrador on se superposen les 200 milles nàutiques.